# Lijst van nationale parken in Algerije
Hieronder volgt een lijst van nationale parken in Algerije. Nationaal park Tassil n'Ajjer staat op de Unesco-Werelderfgoedlijst.
| Nationaal park                | Stichtingsjaar | Oppervlakte (km2) | Foto |
| ----------------------------- | -------------- | ----------------- | ---- |
| Nationaal park Ahaggar        | 1987           | 3800              |      |
| Nationaal park Belezma        | 1984           | 262,5             |      |
| Nationaal park Chréa          | 1985           | 260               |      |
| Nationaal park Djurdjura      | 1983           | 82,25             |      |
| Nationaal park El Kala        | 1993           | 800               |      |
| Nationaal park Gouraya        | 1984           | 20,8              |      |
| Nationaal park Tassil n'Ajjer |                |                   |      |
| Nationaal park Taza           | 1923           | 38,07             |      |
| Nationaal park Theniet El Had | 1983           | 36,16             |      |
| Nationaal park Tlemcen        | 1993           | 82,25             |      |
| Nationaal park Djebel Aïssa   | 2003           | 24,5              |      |